# Brian Clemens
Ufficiale dell'Ordine dell'Impero Britannico Brian Horace Clemens, meglio noto come Brian Clemens, conosciuto anche con il nome Brian H. Clemens o con gli pseudonimi Tony O'Grady, Brian Sheriff e Richard Lucas (Croydon, 30 luglio 1931 – Londra, 10 gennaio 2015), è stato uno sceneggiatore e produttore televisivo britannico.
È conosciuto principalmente per il suo lavoro nelle serie televisive britanniche Agente speciale e I Professionals.
Imparentato con lo scrittore Mark Twain (Samuel Langhorne Clemens), Clemens ha dato risalto alla parentela battezzando i suoi due figli con i nomi Samuel Joshua Twain Clemens e George Langhorne Clemens.

## Giovinezza e carriera
Figlio di un ingegnere, che lavorò anche nel Music-hall britannico, Brian Clemens lasciò la scuola all'età di 14 anni.
Durante il Servizio Nazionale nel British Army a Aldershot, dove era un istruttore alle armi negli Royal Army Ordnance Corps, Clemens avrebbe voluto diventare giornalista, ma non era in possesso di alcuna qualifica. Gli fu offerto un lavoro con un'agenzia investigativa privata, che lo avrebbe però obbligato a seguire un corso a Leeds, nell'Inghilterra settentrionale. Poiché era già stato assente dalla sua casa di Londra per due anni, decise di rinunciare a quell'impiego per non assentarsi nuovamente. Iniziò invece a lavorare come ragazzo messaggero alla agenzia pubblicitaria JWT. Mentre faceva il redattore pubblicitario, gli fu accettata e girata la sceneggiatura di un thriller dalla BBC Television - Valid for Single Jorney Only (1955), che lo fece conoscere ai fratelli Danziger, produttori indipendenti di film a basso costo.
A partire dagli anni cinquanta, egli fu membro del gruppo di sceneggiatori dei Danziger, producendo dozzine di copioni veloci per B-movies e serie televisive di mezz'ora come The Vise: Mark Saber (ITV, 1957-1959; conosciuta anche come Saber of London), White Hunter ((ITV, 1958-1960), Man from Interpol (ITV, 1960-1961) e Riccardo Cuor di Leone ((ITV, 1961-1965).
Clemens scrisse anche per la serie thriller L'uomo invisibile ((ITV, 1958-1959) per la ITC Entertainment e Gioco pericoloso ((ITV, 1960-1961; 1964-1967), del quale scrisse anche l'episodio pilota. Tra la fine degli anni cinquanta e per tutti gli anni sessanta la sua produzione fu così prolifica che spesso utilizzò diversi pseudonimi.

## Successo televisivo
Nel 1961 scrisse l'episodio pilota per Agente speciale, ed è stato lo script editor, il produttore associato e principale sceneggiatore per questa serie ((ITV, 1961-1969) e, secondo il suo profilo pubblicato dal British Film Institute, "ha portato questo suo spirito del burlesque in altre serie - in particolare con Adam Adamant Lives! (BBC, 1966-1967), ma anche con Il barone (ITV, 1966-1967), Attenti a quei due (ITV, 1971-1972), Gli invincibili (ITV, 1972-1974) e The Adventurer (ITV, 1972-1974) - prendendo clamorosamente in giro sia il loro genere che le fonti a cui si ispirano.".
Fu Clemens a scegliere Diana Rigg per sostituire la stella originale Honor Blackman in Agente speciale. A tal proposito, più tardi egli commentò: "Non ho reso a Diana un servizio molto buono. Questa scelta l'ha resa una stella internazionale ma credo che avrei potuto fare di più per lei per quanto riguardava il copione. Lei era piuttosto un "uomo di paglia" per il destriero di Patrick Macnee". Non scelse invece Linda Thorson per rimpiazzare Rigg.
Nel 1972 egli creò la sit-com My Wife Next Door per la BBC Television, che vinse un British Academy Film Awards, ma lasciò la sceneggiatura a Richard Waring). Nello stesso anno lavorò per la prima volta in una produzione americana con il film per la TV The Woman Hunter, tratto da una propria storia e scritto da Clemens con Tony Williamson, compagno veterano della ITV.
A questo lavoro seguì la serie antologica dal finale inaspettato Thriller (ITV, 1973-1976, conosciuta anche con il titolo "Menage"), per la quale scrisse tutte le storie come pure le 38 sceneggiature.
Poi la sua azienda "The Avengers (Film and TV) Enterprises Ltd, creò come co-produzione franco/canadese/britannica la serie Gli infallibili tre (ITV, 1976-1977). Con un costo di £ 125.000 per la produzione di ogni episodio, la serie non ebbe un grande successo di critica ma fu venduta in 120 paesi. Per affidare il ruolo femminile principale di Purdey, Clemens valutò "circa 700 ragazze", ne intervistò 200, lesse il copione con 40 e fece un provino a 15 prima di scegliere Joanna Lumley.
La casa produttrice "Avengers Mark One Productions" continuò l'attività e produsse successivamente la serie I Professionals (ITV, 1977-1983).
Nei primi anni ottanta gli venne chiesto due volte di produrre versioni americane delle sue serie di maggior successo - "The Avengers U.S.A." per il produttore Quinn Martin e "The Avengers International" per Taft Entertainment ma nessuna delle due si concretizzò. Comunque, egli scrisse episodi per le serie TV statunitensi La camera oscura (ABC-TV, 1981-1982), Mai dire sì (NBC, 1982-1987) e Max Monroe: Loose Cannon (CBS, 1990).
Ritornato nel Regno Unito lavorò su Un asso nella manica della BBC-TV (1981-1991), le antologie L'ora del mistero (ITV, 1984-1986), Worlds Beyond (ITV, 1984-1989) e adattò il thriller spionistico di Gavin Lyall The Secret Servant come un dramma in 3 parti per la BBC-TV (1984).
Tornato negli Stati Uniti d'America, lavorò a Le inchieste di Padre Dowling (NBC, 1989; ABC-TV, 1990-1991), come consulente esecutivo alla sceneggiatura dei lungometraggi della nuova serie di Raymond Burr su Perry Mason (CBS, 1985-1995) e per i quali scrisse anche tre poesie. Lavorò anche alla serie con Dick Van Dyke Un detective in corsia (CBS, 1992-2001).
Negli anni novanta collaborò alla serie televisiva inglese Bugs - Le spie senza volto (BBC, 1995-1999) e per la serie americana Highlander.

## Film
Nel 1971 scrisse e produsse per la Hammer Film Productions Barbara, il mostro di Londra e nel 1974 scrisse e diresse Captain Kronos – Cacciatore di vampiri. Aveva già lavorato alle sceneggiature e/o le storie per i film Operation Murder (1957), The Tell-Tale Heart (1960), Avamposto Sahara (1963), The Peking Medallion (1967), Il mostro della strada di campagna (1970), Terrore cieco (1971), Il viaggio fantastico di Sinbad (1974), Gli occhi del parco (1980) e Highlander II - Il ritorno (1991).

## Teatro
Nel 2008 Brian Clemens scrisse lo spettacolo teatrale Murder Hunt, che andò in scena al teatro The Mill at Sonning, con protagonista David Monteith nella parte del Capitano K'Maka, un poliziotto africano che deve trovare un assassino in mezzo agli ospiti alloggiati in una remota località di safari.

## Controversia
In una vertenza avanti la "High Court of Justice" britannica nella metà degli anni settanta, alla fine abbandonata da entrambe le parti per l'aumento dei costi, Clemens sostenne che alla fine degli anni sessanta egli aveva parlato allo scrittore Terry Nation di una sua idea, che poi successivamente Nation sviluppò nel 1975 con la serie televisiva I sopravvissuti, ma che questa idea era già stata registrata da Clemens stesso nel 1965 alla Writers' Guild of Great Britain. Terry Nation negò strenuamente la circostanza.

## Vita personale
Dopo il divorzio nel 1966 dalla prima moglie, dal 1967 Clemens fu sentimentalmente legato all'attrice Diane Enright, che fu la controfigura di Diana Rigg (Emma Peel) nelle stagioni di Agente speciale tra il 1965 e il 1967. Diane Enright si suicidò nel 1976.
Clemens fu insignito del titolo di Ufficiale dell'Ordine dell'Impero Britannico durante i festeggiamenti per il suo compleanno nel 2010.

## Filmografia

### Produzione

#### Cortometraggi
- The Lighter (2011)

#### Film
- Il mostro della strada di campagna (1970)
- Barbara il mostro di Londra (1971)
- Captain Kronos – Cacciatore di vampiri (1974)

#### Serie TV
- Agente speciale (83 episodi) (1965-1969)
- Gli infallibili tre (22 episodi) (1976-1977)
- I Professionals (57 episodi) (1977-1983)
- CI5: The New Professionals (13 episodi) (1999)

### Regia

#### Film
- Captain Kronos – Cacciatore di vampiri (1974)

### Sceneggiatura

#### Film
- The Betrayal (1957)
- Operation Murder (1957)
- At the Stroke of Nine (come Tony O'Grady) (1957)
- Three Sundays to Live (1957)
- The Depraved (1957)
- A Woman of Mystery (1958)
- On the Run (1958)
- A Woman Possessed (1958)
- Links of Justice (1958)
- Three Crooked Men (1958)
- Operazione Scotland Yard (come Tony O'Grady) (1958)
- Crash Drive (1959)
- Allarme a Scotland Yard (1959)
- Mission in Morocco (1959)
- A Woman's Temptation (1959)
- The Child and the Killer (1959)
- Innocent Meeting (1959)
- High Jump (1959)
- Top Floor Girl (1959)
- Web of Suspicion (1959)
- An Honourable Murder (1960)
- Transatlantic (1960)
- Identity Unknown (1960)
- Panic (1960)
- The Middle Course (1961)
- Return of a Stranger (1961)
- Highway to Battle (1961)
- Two Wives at One Wedding (1961)
- The Pursuers (1961)
- The Court Martial of Major Keller (1961)
- The Spanish Sword (1962)
- The Silent Invasion (1962)
- Fate Takes a Hand (1962)
- Tarnished Heroes (1962)
- Avamposto Sahara (1962)
- Curse of the Voodoo (come Tony O'Grady) (1965)
- Il sigillo di Pechino (1967)
- Il mostro della strada di campagna (1970)
- Terrore cieco (1971)
- Barbara il mostro di Londra (1971)
- Il viaggio fantastico di Sinbad (1973)
- Capitan Kronos - Cacciatore di vampiri (1974)
- Gli occhi del parco (1980)
- Highlander II - Il ritorno (1991)
- Justine: A Private Affair (1995)
- And Soon the Darkness (2010)

#### Film TV
- The Woman Hunter (1972)
- Escapade (1978)
- I viaggiatori del tempo (1987)
- Perry Mason: La bara di vetro (1991)
- Perry Mason: Morte di un dongiovanni (1992)
- Perry Mason: Fiori d'arancio (1992)
- McBride - Delitto passionale (2006)

#### Serie TV
- Saber of London (19 episodi 4 dei quali come Brian H. Clemens) (1955-1959)
- The New Adventures of Martin Kane (3 episodi - 1 dei quali come Tony O'Grady) (1957)
- White Hunter (1 episodio come Tony O'Grady) (1958)
- Dial 999 (6 episodi come Tony O'Grady) (1959)
- Interpol Calling (1 episodio come Tony O'Grady) (1959)
- L'uomo invisibile (2 episodi come Tony O'Grady) (1959)
- Armchair Theatre (1 episodio) (1960)
- Man from Interpol (9 episodi) (1960)
- Gioco pericoloso (9 episodi) (1960-1961)
- The Mask of the Clown (episodi sconosciuti) (1961)
- Top Secret (1 episodio come Richard Lucas) (1961)
- Ghost Squad (1 episodio come Tony O'Grady) (1961)
- The Cheaters (5 episodi) (1961-1962)
- Agente speciale (31 episodi - dei quali 1 come Brian Sheriff) (1961-1969)
- Sir Francis Drake (1 episodio) (1962)
- Man of the World (1 episodio) (1963)
- The Sentimental Agent (1 episodio) (1963)
- The Protectors (episodi sconosciuti) (1964)
- ITV Sunday NIght Drama (1 episodio) (1964)
- Love Story (1 episodio) (1964)
- Riviera Police (episodi sconosciuti) (1965)
- Intrigue (1 episodio) (1966)
- Adam Adamant Lives! (2 episodi) (1966)
- Il barone (2 episodi - dei quali 1 come Tony O'Grady e 1 come Brian H. Clemens) (1966-1967)
- Liebesgeschichten (1 episodio) (1967)
- Tris d'assi (2 episodi) (1968-1969)
- Attenti a quei due (3 episodi) (1971)
- Gli invincibili (6 episodi) (1971-1973)
- The Adventurer (1 episodio) (1972)
- Suspicion (1 episodio) (1972)
- My Wife Next Door (episodi sconosciuti) (1972)
- The Wide World of Mystery (5 episodi) (1973-1975)
- Thriller (42 episodi) (1973-1976)
- Comedy Premiere (1 episodio) (1975)
- Quiller (3 episodi) (1975)
- The Expert (1 episodio) (1976)
- Gli infallibili tre (17 episodi) (1976-1977)
- I Professionals (57 episodi) (1977-1983)
- La camera oscura (1 episodio) (1981)
- Un asso nella manica (1 episodio) (1983)
- L'ora del mistero (2 episodi) (1984)
- Mai dire sì (2 episodi) (1984)
- The Secret Servant (episodi sconosciuti) (1984)
- Worlds Beyond (3 episodi) (1986-1987)
- Alfred Hitchcock presenta (1 episodio) (1989)
- Sangue blu (10 episodi - mini serie TV) (1990)
- Le inchieste di Padre Dowling (6 episodi) (1990-1991)
- Highlander (1 episodio) (1992)
- Bugs - Le spie senza volto (40 episodi) (1995-1998)
- CI5: The New Professionals (13 episodi) (1999)
- The Wrong Side of the Rainbow (episodi sconosciuti) (2000)

#### Video
- Jane Doe: How to Fire Your Boss (2007)